# Rai Benjamin
Rai Benjamin (Mount Vernon, 27 de julio de 1997) es un deportista estadounidense que compite en atletismo.
Participó en dos Juegos Olímpicos de Verano, obteniendo cuatro medallas, dos en Tokio 2020, oro en la prueba de 4 × 400 m y plata en 400 m vallas, y dos de oro en París 2024, en 400 m vallas y 4 × 400 m.
Ganó cinco medallas en el Campeonato Mundial de Atletismo entre los años 2019 y 2023.
Aunque nació en Estados Unidos, pasó gran parte de su infancia y juventud en Antigua y Barbuda, país por el que compitió hasta 2018. Estudió Ciencia Política, carrera que comenzó en la Universidad de California en Los Ángeles y que finalizó en 2019 en la Universidad del Sur de California.

## Palmarés internacional
| Representando a Estados Unidos |                         |                   |              |
| Juegos Olímpicos               |                         |                   |              |
| Año                            | Lugar                   | Medalla           | Prueba       |
| 2020                           | Tokio (Japón)           | Medalla de oro    | 4 × 400 m    |
| 2020                           | Tokio (Japón)           | Medalla de plata  | 400 m vallas |
| 2024                           | París (Francia)         | Medalla de oro    | 400 m vallas |
| 2024                           | París (Francia)         | Medalla de oro    | 4 × 400 m    |
| Campeonato Mundial             |                         |                   |              |
| Año                            | Lugar                   | Medalla           | Prueba       |
| 2019                           | Doha (Catar)            | Medalla de oro    | 4 × 400 m    |
| 2019                           | Doha (Catar)            | Medalla de plata  | 400 m vallas |
| 2022                           | Eugene (Estados Unidos) | Medalla de plata  | 400 m vallas |
| 2023                           | Budapest (Hungría)      | Medalla de oro    | 4 × 400 m    |
| 2023                           | Budapest (Hungría)      | Medalla de bronce | 400 m vallas |